# Захисна група

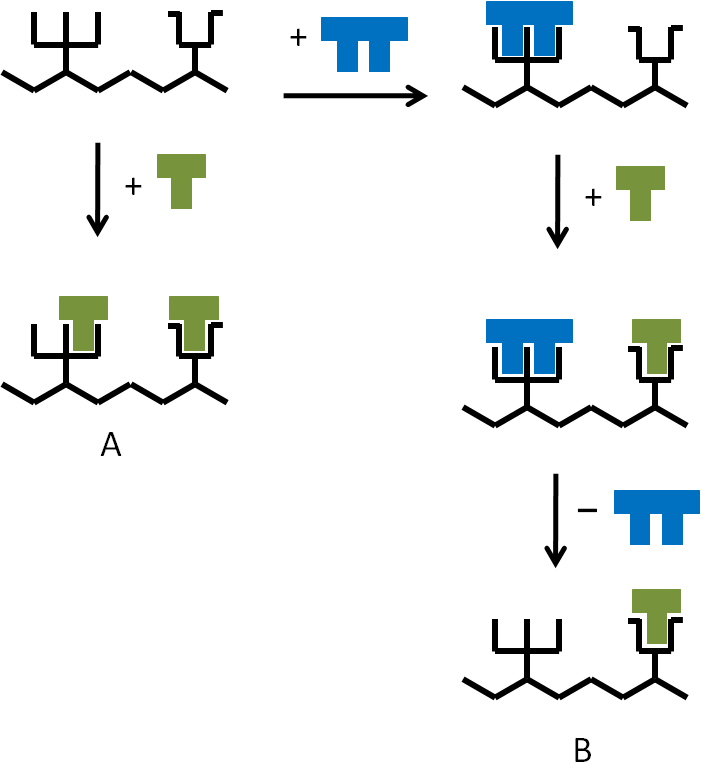
Принципова схема використання захисної групи

Захисна́ гру́па — функціональна група, яка вводиться до молекули хімічної сполуки для забезпечення селективності (зокрема регіоселективності) проведення певної хімічної реакції.
Захисна група вводиться до молекули тимчасово, перед проведенням хімічної реакції з іншою групою з метою запобігання перебігу небажаної реакції на визначеному реакційному центрі, на який і вводиться захист. Після здійснення необхідних перетворень група повинна легко зніматись, залишаючи іншу частину молекули незмінною. Поширеним прикладом захисної групи є ацильна група, що вводиться для захисту аміно- або оксигруп.

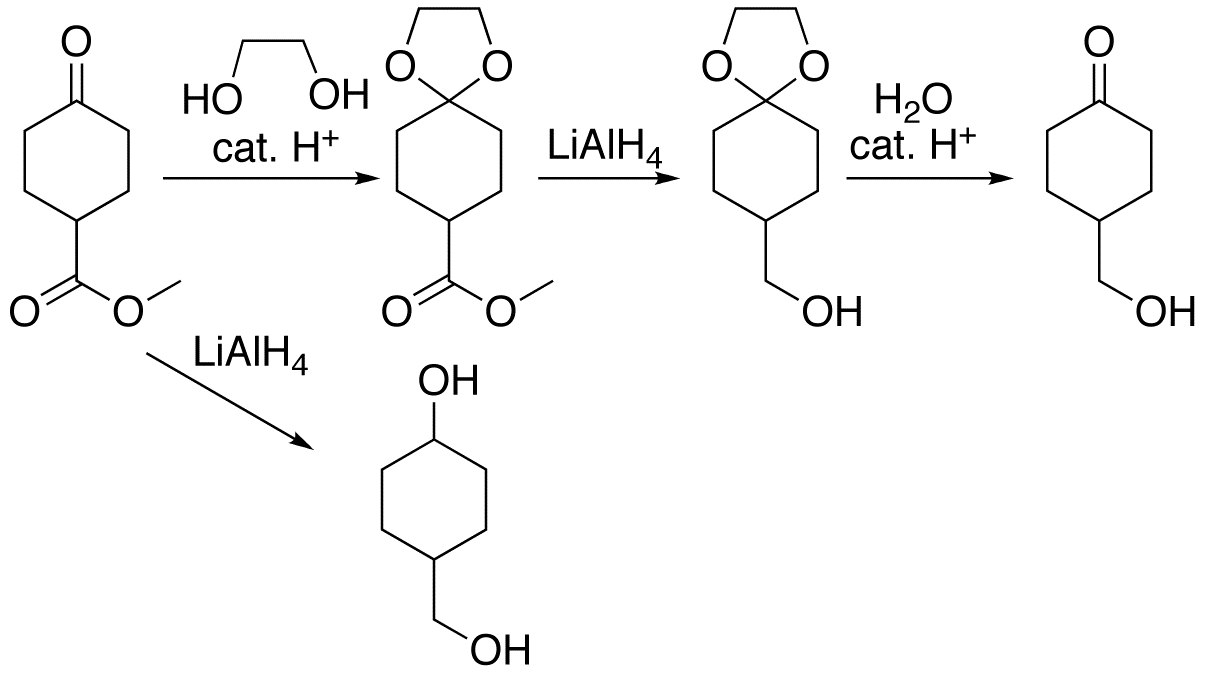
Приклад: алюмогідрид літію може відновлювати естерну та карбонільну функціональні групи одночасно. Однак, якщо потрібно провести реакцію лише з естерною групою і залишити недоторканою карбонільну, то останню захищають, перетворюючи її у кеталь, який з алюмогідридом не реагує